# Jérémy Roy
Jérémy Roy (ur. 22 czerwca 1983 w Tours) – francuski kolarz szosowy, zawodnik należącej do dywizji UCI WorldTeams drużyny FDJ.
Roy wyróżnia się w peletonie częstymi ucieczkami. Od początku swej kariery reprezentuje barwy FDJ. W 2003 roku zajął drugie miejsce w mistrzostwach Europy do lat 23. Trzy lata później zajął pierwsze miejsce w klasyfikacji młodzieżowej Tour de Picardie, a w generalnej był czwarty. W 2009 roku wygrał 5 etap Paryż-Nicea. W 2010 roku wygrał Tro Bro Leon i był trzeci w prologu Tour de Romandie.
W 2011 roku wygrał Grand Prix d'Ouverture La Marseillaise. Wystartował w Tour de France, gdzie często pokazywał się w ucieczkach. Podczas 13. etapu, wygrał premię górską na Col d'Aubisque, a etap ukończył na 3. miejscu zdobywając koszulkę lidera klasyfikacji górskiej.

## Najważniejsze osiągnięcia
2003
- 2. miejsce w mistrzostwach Europy do lat 23 (start wspólny)

2006
- 4. miejsce w Tour de Picardie

2009
- 1. miejsce na 5. etapie Paryż-Nicea

2010
- 1. miejsce w Tro Bro Leon

2011
- 1. miejsce w GP d'Ouverture La Marseillaise
- 1. miejsce w klasyfikacji najaktywniejszych Tour de France
- koszulka najlepszego górala Tour de France po 13. etapie (przez jeden etap)
- 2. miejsce w mistrzostwach Francji (jazda ind. na czas)

2012
- 2. miejsce w Tour du Limousin
  - 1. miejsce na 4. etapie
- 2. miejsce w Tour du Poitou-Charentes

2013
- 2. miejsce w mistrzostwach Francji w jeździe indywidualnej na czas